# Мото, Ива
Ива Мото (岩本アイリーン; 29 августа 1988) — актриса филиппинского и японского происхождения. Сыграла более чем в 30 фильмах и телесериалах, начиная с 2005 года.

## Биография
Эйлин Куимапо Ивамото (настоящее имя Ивы Мото) родилась 29 августа 1988 года в Тагуме в семье японца и филиппинки, став их старшим ребёнком из троих.
Ива состоит в фактическом браке с Пэмпи Лаксоном. У пары есть дочь — Хироми Айко Ив Лаксон (род.23.09.2013) и сын Кэйлеб Джиро Ивамото Лаксон (род.22.01.2021).